# Opel Grandland X
De Grandland X is een compacte SUV van Opel die voor het eerst op de Frankfurt Motor Show in september 2017 te zien was voor het publiek. Het model vervangt de Antara en is in samenwerking met PSA ontwikkeld. Het model deelt zijn onderstel met de tweede generatie Peugeot 3008, dat op hetzelfde EMP2-platform staat. In het Verenigd Koninkrijk wordt het model als Vauxhall Grandland X verkocht.

## Motoren

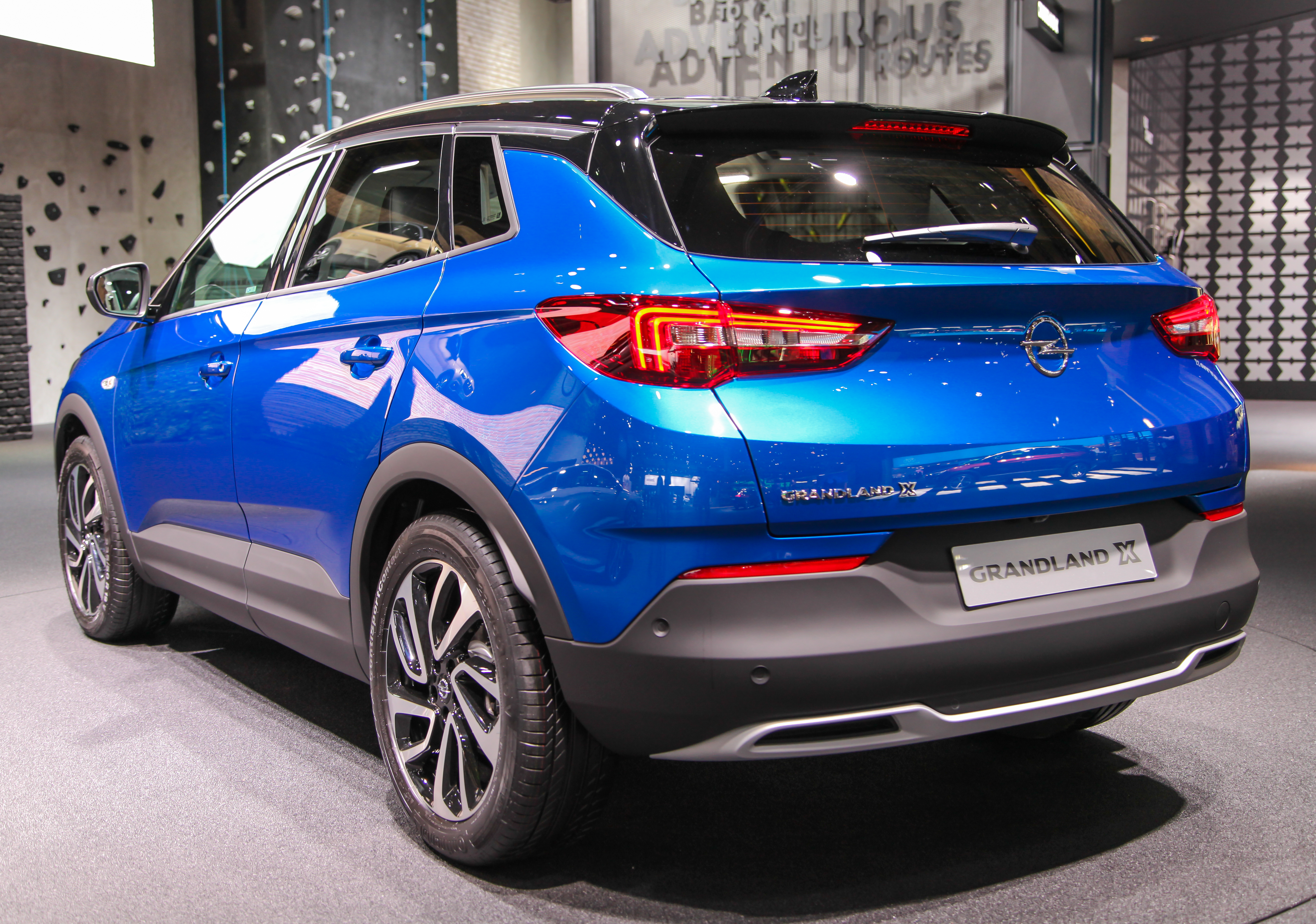
Achteraanzicht

| Benzinemotoren       | Benzinemotoren | Benzinemotoren | Benzinemotoren         | Benzinemotoren | Benzinemotoren | Benzinemotoren         | Benzinemotoren | Benzinemotoren                 | Benzinemotoren | Benzinemotoren |
| Model                | Type motor     | Cilinderinhoud | Vermogen               | Koppel         | Topsnelheid    | Acceleratie 0-100 km/h | Uitstoot       | Versnellingsbak                | Jaar           | Opmerking      |
| -------------------- | -------------- | -------------- | ---------------------- | -------------- | -------------- | ---------------------- | -------------- | ------------------------------ | -------------- | -------------- |
| 1.2 Turbo Start/Stop | I3             | 1199cm³        | 96kW (130pk) @5500rpm  | 230Nm @1750rpm | 188 km/h       | 11,1 s                 | 117-124 g/km   | 6-versnellingen handgeschakeld | 2017-          |                |
| 1.2 Turbo Start/Stop | I3             | 1199cm³        | 96kW (130pk) @5500rpm  | 230Nm @1750rpm | 188 km/h       | 11,8 s                 | 120-127 g/km   | 6-traps automaat               | 2017-          |                |
| Dieselmotoren        |                |                |                        |                |                |                        |                |                                |                |                |
| Model                | Type motor     | Cilinderinhoud | Vermogen               | Koppel         | Topsnelheid    | Acceleratie 0-100 km/h | Uitstoot       | Versnellingsbak                | Jaar           | Opmerking      |
| 1.5 CDTI Start/Stop  | I4             | 1499cm³        | 96kW (130pk) @3750rpm  | 300Nm @1750rpm | 195 km/h       | 11,3 s                 | 108-110 g/km   | 6-versnellingen handgeschakeld | 2018-          |                |
| 1.5 CDTI Start/Stop  | I4             | 1499cm³        | 96kW (130pk) @3750rpm  | 300Nm @1750rpm | 192 km/h       | 12,3 s                 | 109 g/km       | 8-traps automaat               | 2018-          |                |
| 1.6 CDTI Start/Stop  | I4             | 1560cm³        | 88kW (120pk) @3500rpm  | 300Nm @1750rpm | 189 km/h       | 10,9 s                 | 104-111 g/km   | 6-versnellingen handgeschakeld | 2017-2018      |                |
| 1.6 CDTI Start/Stop  | I4             | 1560cm³        | 88kW (120pk) @3500rpm  | 300Nm @1750rpm | 185 km/h       | 12,2 s                 | 112-118 g/km   | 6-traps automaat               | 2017-2018      |                |
| 2.0 CDTI Start-Stop  | I4             | 1997cm³        | 130kW (177pk) @3750rpm | 400Nm @2000rpm | 214 km/h       | 9,1 s                  | 126-128 g/km   | 8-traps automaat               | 2017-          |                |